# とれんでぃ9
『とれんでぃ9』（とれんでぃナイン）は、1988年10月10日から同年12月26日までテレビ朝日系列局で放送されていたイースト、古舘プロジェクト制作のクイズ番組である。1988年11月7日放送分までの正式名称は「大型プライスシミュレーションゲーム とれんでぃ9」で、同年11月14日放送分からは「地球買い歩き!とれんでぃ9」と題して放送されていた。放送時間は毎週月曜 21:00 - 21:54 （日本標準時）。

## 概要
かつて同系列局で放送されていた『がっちり買いまショウ』（当時系列局だった毎日放送の製作番組）を大幅にアレンジした番組である。
国内海外旅行花盛りのバブル時代に「海外へ出掛けなくても海外旅行へ行った気分になる」を合言葉に、旅行先での買い物をシミュレーション。予算である設定金額を基に、2つのプランの中から1つを選んで金額を見積もり、最後に番組特製グッズで帳尻を合わせ（ステッカーが1枚10円、缶バッジが1個100円、テレホンカードが1枚1000円）、実際の合計金額が95％以上100％未満で（例えば「30万円コース」なら285,000円から30万円まで）、番組で紹介した旅行先のチケットを獲得できた。さらに合計金額が設定金額と一致した場合には、副賞として100万円獲得（ただし、当時の公正取引委員会の規定上、コース分の金額を差し引くため、丸々100万円を獲得することはできなかった）。実際の合計金額が設定金額の95％未満か設定金額を超えると失敗（テロップでは「GAME OVER」と表示、スタジオの照明が赤転される演出になる。）となり、チーム全員が失敗した場合は、視聴者にも旅行チケット獲得のチャンスがあった。
コースは予算である設定金額に合わせて松・竹・梅の3コースがあり、番組セットの巨大ピンボールで決めていた。ボールを弾いてバンパーや風車に当たり、フリッパーで弾かれるなどして、フリッパーの下の各コースのポケットにボールを入れてコースを決定する。ゲーム挑戦前にピンボールのセットチェンジが行われ、ゲーム開始時には、金額表示盤が設置されている真ん中のバンパーに挑戦者、左右のバンパーに他の解答者が座る。

## 出演者

### 司会
- 古舘伊知郎
- 大島智子

### ナレーター
- 古川登志夫
- キャロル久末

## スタッフ
- 構成：大岩賞介、火祭風太郎、川崎良、高橋秀樹、杉山王郎、柴山文子
- 音楽：ボブ佐久間
- ＴＤ：関本泰将
- カメラ：平林眞喜雄
- 音声：牧野行雄
- 照明：近藤栄夫
- ＶＥ：青柳一友
- ＶＴＲ：南前聡
- 編集：安本政進
- ＣＧ：山口寿人
- 効果：有馬克己（東京サウンド企画　現 スカイウォーカー）
- ＴＫ：鈴木茂子
- タイトルＣＧ・セットイラスト：岡本博
- 美術：板垣昭次（テレビ朝日）
- フリップ制作：安田達夫
- 大道具：竹内俊彰
- 小道具：金光震洙
- 特殊装置：金子正俊
- 電飾：笹山浩司
- ヘアーメイク：HAIR DIMENSON
- 企画協力：島本雄二
- ディレクター：井澤達也・宗片浩寿・洪龍吉・高柳実行（以上、イースト）
- 演出：吉田宏（イースト）
- プロデューサー：蒲生直人（テレビ朝日）、加藤宗弘（イースト）、藤岡俊幸（古舘プロジェクト）
- 制作：皇達也（テレビ朝日）
- 制作協力：イースト、古舘プロジェクト
- 制作著作：テレビ朝日